# Pierre Joseph Thuot
Pierre Joseph Thuot (Groton, Connecticut, 1955. május 19.–) amerikai űrhajós.

## Életpálya
1977-ben a Légierő Akadémiáján szerzett oklevelet. 1978-ban kapott repülőgép vezetői jogosítványt, szolgálati repülőgépe az F–14 Tomcat volt. Szolgálati helyei az USS John F. Kennedy (CV 67) és az USS Independence (CVA-62) repülőgép-hordozók voltak. 1982-ben részesült tesztpilóta kiképzésben. Az F–14A Tomcat  az A–6E Intruder és az F–4J Phantom II repülőgépek módosításait tesztelte. 1984-től tesztpilóta oktató. 1985-ben a University of Southern California rendszerfelügyeletből diplomázott. 2004-ben a Harvard Business School Advanced Management Program keretében kapott vizsgabizonyítványt. Több mint 3500 órát töltött a levegőben (repülő/űrrepülő), több mint 50 különböző repülőgépen repült vagy tesztelte, több mint 270 leszállást hajtott végre a repülőgép-hordozók fedélzetére.
1985. június 4-től a Lyndon B. Johnson Űrközpontban részesült űrhajóskiképzésben. Külön kiképzést kapott a Canadarm (RMS) manipulátor kar kezeléséből, illetve az űrséták során elvégzendő feladatokból. Az Űrhajózási Iroda megbízásából felelős volt az űrállomás szerelési, karbantartási műveleteiért, valamint felügyelte az új űrhajós jelöltek kiképzését. Három űrszolgálata alatt összesen 27 napot, 6 órát és 51 percet (655 óra) töltött a világűrben. Három űrséta (kutatás, szerelés) alatt több mint 15 órát töltött az űrrepülőgépen kívül. Eddig a legtöbb időt töltötte űrsétával, részese az első háromszemélyes űrsétának. Űrhajós pályafutását 1995 júniusában fejezte be. 1999, februárjában az Aerospace Engineering Department US Naval Academy (Annapolis) elnöke (parancsnoka).

## Űrrepülések
- STS–36, a Columbia űrrepülőgép 2. repülésének küldetés specialista. Első űrszolgálata alatt összesen 4 napot, 10 órát, 18 percet és 22 másodpercet töltött a világűrben. 3 089 280 kilométert (1 837 962 mérföldet) repült, 72 alkalommal kerülte meg a Földet.
- STS–49, az Endeavour űrrepülőgép első repülésének küldetés specialista. Az űrrepülőgép tesztrepülése volt a legfőbb cél. Visszanyertek egy hajtóműhibás (Intelsat IV F-3) kommunikációs műholdat, majd javítás után pályairányba helyezték. Az első három emberes űrsétát hajtották végre, ez 8 óra, 29 perc időtartamú volt. Egy 20 éves rekordot döntöttek meg, amit az Apollo–17 űrhajósai tartottak (7 óra, 36 perc, 56 másodperc). Egy űrszolgálata alatt összesen 8 napot, 21 órát és 17 percet (213 óra) töltött a világűrben. 5 948 166 kilométert (3 696 019 mérföldet) repült, 141 kerülte meg a Földet.
- STS–62, a Columbia űrrepülőgép 16. repülésének küldetés specialista. 12 órás váltásokban kereskedelmi szolgálatot végeztek az amerikai mikrogravitációs laboratóriumban  (USMP–2). Tesztelték  a Canadarm robotkar egy továbbfejlesztett, modernebb változatát. Harmadik űrszolgálata alatt összesen 13 napot, 23 órát és 16 percet (335 óra) töltött a világűrben. 9 366 617 kilométert (5 820 146 mérföldet) repült, 224 kerülte meg a Földet.